# 정남용
정남용(鄭南用, ? ~ 1921년 4월 18일)은 일제강점기에 활동한 독립운동가이자 스승이다.
1896년 강원도 고성에서 태어나 3·1 운동 후 종교단 총대로 활동하다가 1921년 4월18일 옥중에서 순국했다.